# Kabenga (periodiskt vattendrag)
Kabenga är ett periodiskt vattendrag i Burundi.   Det ligger i provinsen Cankuzo, i den östra delen av landet, 130 kilometer öster om huvudstaden Bujumbura.
Omgivningarna runt Kabenga är en mosaik av jordbruksmark och naturlig växtlighet. Runt Kabenga är det ganska tätbefolkat, med 155 invånare per kvadratkilometer.